# Курбанов, Рашад Афатович
Раша́д Афа́тович Курба́нов (род. 20 января 1966, Баку) — российский учёный-правовед, юрист, эксперт в области гражданского, предпринимательского и международного права. Заведующий кафедрой гражданско-правовых дисциплин Российского экономического университета им. Г. В. Плеханова, заведующий кафедрой правовых основ экономической деятельности ИЗСП при Правительстве РФ, руководитель Научно-исследовательского института правовых исследований и региональной интеграции и Научной школы «Экономико-правовые основы евразийской интеграции» РЭУ им. Г. В. Плеханова. Главный редактор журнала «Экономика, право, общество», член редколлегий различных журналов, автор более 400 научных и учебных работ, в том числе 46 монографий (28 коллективных и 18 индивидуальных). Доктор юридических наук, профессор. Заслуженный юрист Российской Федерации.
Член Диссертационных советов по защите кандидатских и докторских диссертаций. Советник Государственного секретаря Союзного государства Беларуси и России. Член Научно-консультативного совета при Верховном Суде Российской Федерации. Почётный работник сферы образований Российской Федерации.

## Биография
Родился 20 января 1966 года в Баку. Отец — доктор филологических наук, тюрколог, профессор, член Академии наук Азербайджанской ССР Афат Курбанов. Брат — президент Европейской комиссии по эффективности правосудия Совета Европы, доктор юридических наук, Рамин Гурбанов.
Воинское звание: полковник запаса.

## Образование
В 1987 году окончил юридический факультет МГУ им. М. В. Ломоносова по специальности «правоведение». В 2007 году окончил Российскую академию государственной службы при Президенте РФ.
В 1994 году защитил кандидатскую диссертацию в Институте государства и права РАН по теме: «Права предприятий во внешнеэкономической деятельности». Научный руководитель — академик РАН Владимир Лаптев. В 2005 году защитил докторскую диссертацию в Московской государственной юридической академии им. О. Е. Кутафина по теме: «Правовое регулирование иностранных инвестиций в нефтяной и газовой промышленности».
Владеет также английским, немецким, французским и турецким языками.

## Научно-преподавательская деятельность
С 1987 по 1990 год работал в системе Академии наук СССР (Институт государства и права АН СССР, Институт философии и права АН АзССР). С 1990 по 1991 год работал в Комиссии по экономическим связям с зарубежными странами при Совете Министров АзССР.
С 1990 по 1995 год был специалистом Комиссии по вопросам внешнеэкономических связей с зарубежными странами при Совете Министров АзССР, заместителем начальника Организационно-правового управления, заведующим договорно-правовым отделом Министерства внешнеэкономических связей Азербайджана. С 1995 по 2002 работал в Институте философии и права НАНА.
С 2008 по 2012 работал преподавателем кафедры предпринимательского (хозяйственного) права МГЮА им. О. Е. Кутафина. С 2010 по 2012 год был ведущим научным сотрудником Сектора предпринимательского права Института государства и права РАН, а также заведующим кафедрой гражданского и трудового права Российского государственного торгово-экономического университета. В 2012 году присвоено учёное звание профессор. С 2013 по 2014 год был руководителем Центра сравнительно-правовых исследований Института законодательства и сравнительного правоведения при Правительстве РФ.
С 2013 по 2016 год был руководителем Секретариата научного обеспечения деятельности делегации РФ в Европейской комиссии за демократию через право (Венецианской комиссии) Совета Европы, руководителем центра правовых проблем интеграции и международного сотрудничества Института законодательства и сравнительного правоведения при Правительстве РФ. Рашад Курбанов также был заведующим кафедрой гражданско-правовых дисциплин РЭУ им. Г. В. Плеханова и заведующим кафедрой гражданского права и процесса РЭУ им. Г. В. Плеханова (2013—2016).
С 2012 года Рашад Курбанов является членом Диссертационного совета по защите кандидатских и докторских диссертаций при Московском университете МВД России, а с 2013 года член Диссертационного совета при Институте законодательства и сравнительного правоведения.
С 2016 года является директором Института правовых исследований и региональной интеграции РЭУ им. Г. В. Плеханова, руководителем Научной школы «Экономико-правовые основы евразийской интеграции» и заведующим кафедрой правовых основ экономической деятельности Института законодательства и сравнительного правоведения при Правительстве РФ.
Рашад Курбанов является членом редакционно-экспертного совета журналов «Образование. Наука. Научные кадры», «Закон и право»; членом редколлегий журналов «Международное право», «Юридические исследования», «Энергетическое право»; членом редакционных советов журналов «Право. Экономика. Психология» (Беларусь), «Дирчелиш (Возрождение) в XXI веке» (Азербайджан), «Journal of Comparative Law Studies» (Иран), «Education» (США); членом консультативного совета «Cambridge Scholars Publishing» (секция «Экономика и право») (Великобритания). С 2008 по 2012 год был членом редколлегии газеты «Петровка-38» ГУ МВД России по г. Москве. Главный редактор журнала «Торговое право. Торговое дело» (до 2012 г.) и «Экономика, право, общество».
Преподаёт дисциплины: Экономическое право, Правовые аспекты экономической интеграции. Обосновал закономерность смещения баланса публичных и частных интересов в направлении усиления публично-правового воздействия на экономику на национальном и евразийском уровнях. Разработал авторскую концепцию формирования евразийского права. Предложил авторскую дефиницию стадийности региональной интеграции в различных сферах общественной жизни. Под руководством профессора Курбанова подготовлены и защищены 3 докторских и 10 кандидатских диссертаций.

## Общественная деятельность
В 2001 году Рашад Курбанов был генеральным директором Международного общественного фонда «Гуманитарный фонд содействия развитию Содружества Независимых Государств». С 2002 по 2004 год — начальник отдела департамента по экономике и экономическим реформам Представительства администрации Костромской области при Правительстве РФ. С 2003 по 2012 год — вице-президент ОАО «Роснефтегазстрой». С 2004 по 2010 — Председатель правления «Азнефтгазтикинти». С 2004 по 2008 год — член Совета по иностранным инвестициям при Совете Министров Республики Беларусь, член межведомственной комиссии по созданию сети ТЛЦ Белоруссии за рубежом при Совете Министров РБ, председатель Правления ЗАО «Белруснефтегаз».
Рашад Курбанов является заместителем председателя — ответственным секретарём Комиссии по правовым аспектам Союзного государства Беларуси и России и Евразийского экономического союза Ассоциации юристов России и Белорусского республиканского Союза юристов, а также советником Государственного секретаря Союзного государства. Курбанов является членом Президиума, руководителем Отделения по вопросам государственного строительства и права Научно-консультативного совета Парламентского Собрания Союза Беларуси и России.
Рашад Курбанов был членом экспертного совета при Председателе Счётной палаты РФ (2008—2010 гг.); членом Общественного совета при Министерстве обороны РФ (2008—2012 гг.); членом экспертного совета Комитета Государственной Думы РФ по вопросам собственности; третейским судьёй Третейского суда при Государственной корпорации «Ростех».
Имеет статус эксперта Российской академии наук. В 2019 году Рашад Курбанов был выдвинут кандидатом в члены-корреспонденты РАН по Отделению общественных наук РАН по специальности «право». Член консультативного совета Cambridge Scholars Publishing (Великобритания), почётный профессор Института права и прав человека НАНА, почётный профессор Витебского государственного университета имени П. М. Машерова.
Член ВВП «Единая Россия» с 2004 года. С 2007 по 2012 был членом Политсовета Московского городского регионального объединения (МГРО ВПП) «Единая Россия», сопредседателем совета сторонников МГРО ВПП партии «Единая Россия», председателем Комиссии по организационной работе и взаимодействию с местными отделениями МГРО ВПП «Единая Россия». С 2007 по 2012 год — председатель Совета сторонников СЗАО г. Москвы ВВП «Единая Россия».
В настоящее время Рашад Курбанов является:
- членом Федерального центра Ассоциации юристов России;
- членом рабочей группы при председателе Госдумы по правовому анализу законодательных процедур и правовых актов;
- экспертом рабочей группы по разработке образовательного курса по праву собственности для судей и прокуроров Боснии и Герцеговины в рамках программы Human Rights Education for Legal Professionals (HELP) Генерального директората по правам человека и верховенству права Совета Европы;
- экспертом Группы государств по борьбе с коррупцией Совета Европы (Group of States Against Corruption, GRECO)[8].

## Награды и премии
- Грамота Президента РФ В. В. Путина (2005)[11]
- Заслуженный юрист Российской Федерации (2012)
- Благодарность Председателя Государственной Думы РФ (2015) — за значительный вклад в развитие законодательства[9]
- Благодарность Госсекретаря Союзного государства Беларуси и России (2015) — за значительный вклад в развитие интеграционных процессов
- Знак отличия «За взаимодействие» МИД России (2015)[12]
- Почётная грамота Министерства юстиции РФ (2016)[13]
- Почётная грамота Министерства образования и науки РФ (2017)
- Почётный работник сферы образований РФ (2019)[14]
- Почётная грамота Парламентского собрания Союза Беларуси и России (2020)
- Заслуженный деятель науки Российской Федерации (6 июня 2023) — за вклад в развитие науки и многолетнюю плодотворную работу[15]
- медали министра обороны РФ, МВД РФ и ряда общественных организаций[8].

## Публикации
Рашад Курбанов является автором более 400 научных и учебных работ по вопросам гражданского, предпринимательского, международного права и др.:
- Гражданское право. Общая и особенная части : учебник / под общ. ред. Р. А. Курбанова — М. : «Проспект», 2020. — 736 с.
- Трудовое право : учебник для академического бакалавриата / под общ. ред. Р. А. Курбанова. — 3-е изд., перераб. и доп. — М. : «Юрайт», 2019. — 332 с. — (Серия : Бакалавр. Академический курс).
- Гражданское процессуальное право : учебник / под ред. Р. А. Курбанова, В. А. Гуреева — М. : «Проспект», 2019. — 400 с.
- Трудовое право : учебник для СПО / под общ. ред. Р. А. Курбанова. — 3-е изд., перераб. и доп. — М. : «Юрайт», 2019. — 332 с.
- Предпринимательское право : учебник / под ред. Р. А. Курбанова. — М.: «Проспект», 2019. 797 с.
- Семейное право : учебник / под ред. Р. А. Курбанова — М. : «Проспект», 2019. — 232 с.
- Введение в российское право : учебник / под общ. ред. Р. А. Курбанова. — М. : «Проспект», 2019. — 472 с.
- Экономико-правовые концепции национализации. Россия и зарубежный опыт : монография / под общ. ред. В. И. Гришина, Р. А. Курбанова — М.: «Проспект», 2019—416 с.
- Трудовое право : учебник для академического бакалавриата / под общ. ред. Р. А. Курбанова. — 2-е изд., перераб. и доп. — М. : «Юрайт», 2018. — 409 с.
- Корпоративное право : учебник / Р. А. Курбанов, Е. В. Богданов, Т. Э. Зульфугарзаде и др. — М. : «Проспект», 2018. — 212 с.
- Договорное право : учебник / Р. А. Курбанов, А. М. Эрделевский, Т. Э. Зульфугарзаде и др. — М. : «Проспект», 2018. — 144 с.
- Жилищное право : учебник / Р. А. Курбанов, Е. В. Богданов, Т. Э. Зульфугарзаде и др. — М. : «Проспект», 2018. — 176 с.
- Международное частное право : учебник / Р. А. Курбанов, Т. Э. Зульфугарзаде и др. — М. : «Проспект», 2018. — 216 с.
- Наследственное право : учебник / Р. А. Курбанов, Е. В. Богданов, Т. Э. Зульфугарзаде и др. — М. : «Проспект», 2018. — 192 с.
- Право и внешнеэкономическая деятельность. История и современность : монография / под общ. ред. Р. А. Курбанова. — М. : «Проспект», 2018. — 352 с.
- Kirillova E. A., Kurbanov R. A., Svechnikova N. V., Zul’fugarzade T. E., Zenin S. S. Problems of Fighting Crimes on the Internet // Journal of Advanced Research in Law and Economics. 2017. Vol 8. № 3(25). P. 849—856.
- Правовые основы деятельности корпораций и их объединений холдингового типа : учебное пособие / под общ. ред. Р. А. Курбанова — М. : РЭУ им. Г. В. Плеханова, 2017. — 92 с.
- Понятие корпоративного права и развитие корпоративного законодательства в России и за рубежом : учебное пособие / под общ. ред. Р. А. Курбанова — М. : РЭУ им. Г. В. Плеханова, 2017. — 95 с.
- Договорная работа в корпорации : учебное пособие / под общ. ред. Р. А. Курбанова — М. : РЭУ им. Г. В. Плеханова, 2017.
- Гражданское и торговое право зарубежных стран : учебник / Р. А. Курбанов, В. А. Гуреев, Т. Э. Зульфугарзаде и др. — М. : «Проспект», 2016. — 416 с.
- Gvarliani T. E., Kurbanov R. A., Zulfugarzade T. E. The healthcare system in the caucasus at the beginning of the xx century: the development features // Bylye Gody. — 2016. — Vol. 39, no. 1. — P. 190—195.
- Право социального обеспечения : учебно-методическое пособие / Р. А. Курбанов, Т. Э. Зульфугарзаде, Н. В. Свечникова и др. — М. : РЭУ им. Г. В. Плеханова, 2016. — 122 с.
- Anthropological Methods of Formation of University Students’ Spiritual and Moral Culture. R. A. Kurbanov, E. I. Nikonova, R. A. Gurbanov, N. V. Svechnikova, K. B. Tumarov & E. M. Marin // International Journal of Environmental and Science Education, Volume 11 Issue 18 (2016), р. 11807-11817.
- Исторические модели регионального взаимодействия на Евразийском пространстве правовые аспекты : монография. — Баку : «Елм», 2016.
- Международное региональное право: вопросы теории и практики : монография. — Баку : «Елм», 2016.
- Право евразийских интеграционных организаций. — Баку : «Елм», 2016.
- Интеграционные процессы в сфере энергетики на европейском пространстве : монография. — Баку : «Елм», 2013.
- Энергетический сектор стран Северной Америки вопросы международно — и национально-правового регулирования : монография. — Баку : «Елм», 2013.
- Энергетика и инвестиции: вопросы правового регулирования на Евразийском пространстве : монография. — Баку : «Елм», 2011[18].